# 産地品種銘柄
産地品種銘柄（さんちひんしゅめいがら）とは、日本において、農産物検査法に基づいて農林水産省が指定するもの。
農産物検査法による公示の農産物規格規程において、都道府県毎に定められている。米穀検査に合格すると、産地・品種と産年の証明を取得できる。市場で流通する米の表示はこの証明に従うものであり、登録検査機関の証明を受けていない米（玄米）は、生産者・販売者等が勝手にその産地・品種・産年の表示をすることを許可しない。また、米穀検査を受けない米は「その他品種」等と表示することになっている。

## 区分
米では、もみ、玄米、精米の別でそれぞれ決められている。たとえば、玄米の場合、産地品種銘柄は以下の種類別に設定される。
- 水稲うるち玄米
- 水稲もち玄米
- 陸稲うるち玄米
- 陸稲もち玄米
- 醸造用玄米

## 運用
産地品種銘柄は毎年見直しされることになっており、農林水産省告示によりその一部が改正される。銘柄の設定・変更または廃止については、2000年（平成12年）11月17日食糧庁長官通知により、都道府県、生産者団体及び実需者団体等（食糧事務所長）が協議を行って決めることとされている。
なお、平成21年産より産地品種銘柄の選択制が導入され、必須銘柄と選択銘柄という2つの区分が設けられることとなった。

## 銘柄偽装問題
産地品種銘柄を偽って取り引きされる事例が、昨今後を絶たない状況にある。くず米をあたかも銘柄米であるかのように包装し販売することで、販売業者が利潤を得ようとする。もちろん、こうした行為はJAS法に違反する行為であるので、行政による取り締まりの対象となる。
最近の例では、2006年11月11日、米卸売会社「日本ライス」（大阪府東大阪市）やその関連会社「ライスワン」（大阪府茨木市）が不正競争防止法違反容疑で大阪府警察による捜査を受け、同社元社長ら関係者が同容疑および詐欺容疑で逮捕され、大きく報道された。この事件では元従業員による内部告発によって判明したとされる。なお、大阪府の行政監査では、事前通告のうえ調査を行ったため問題が発見できず行政のあり方にも問題が指摘されている。また、2007年6月には、この事件に類似した事件（ミートホープ社による挽肉偽装事件）が起こっている。
2008年9月5日には、米販売会社「三笠フーズ」（大阪市北区）が、輸入した工業用の米を食用と偽り転売した事例が発覚し、アフラトキシンや残留基準を越える有機リン系の農薬成分メタミドホスが含有されていた事実が判明した。